# SONIC ADVENTURE SONGS WITH ATTITUDE 〜VOCAL MINI-ALBUM〜
『SONIC ADVENTURE SONGS WITH ATTITUDE ~VOCAL MINI-ALBUM~』（ソニック・アドベンチャー・ソングス・ウイズ・アティチュード～ボーカル・ミニアルバム～）は、1998年12月2日に発売された、ドリームキャスト用ゲームソフト「ソニックアドベンチャー」（以降SA）に使用されている様々なテーマソングが収録されたアルバム。

## 収録曲
1. It Doesn't Matter…Theme of Sonic
（作詞：瀬上純 & Takahiro Fukuda　作曲・編曲：瀬上純　歌：Tony Harnell）
ソニックのテーマソング
2. My Sweet Passion…Theme of Amy
（作詞・作曲・編曲：熊谷文恵　歌：Nikki Gregoroff）
エミーのテーマソング
3. Lazy Days ~Livin' in Paradise~…Theme of Big
（作詞：熊谷文恵 & 瀬上純　作曲・編曲：瀬上純　歌：Ted Poley）
ビッグのテーマソング
4. Believe in Myself…Theme of Miles
（作詞：瀬上純 & Takahiro Fukuda　作曲・編曲：瀬上純　歌：Karen Brake）
テイルスのテーマソング
5. Unknown from M.E.…Theme of Knuckles
（作詞・作曲・編曲：床井健一　歌：Marlon Saunders & Dread Fox）
ナックルズのテーマソング
6. Open Your Heart…Main Theme of Sonic Adventure
（作詞：瀬上純 & Takahiro Fukuda　作曲：瀬上純 & 床井健一　編曲：瀬上純　歌：Johnny Gioeli）
メインテーマ